# キリン (企業)
キリン株式会社は、かつて存在したキリングループ内における日本国内の飲料事業会社の管理を行うキリンホールディングス株式会社の子会社（中間持株会社）である。

## 概要
キリングループ内においては、2007年7月に（旧）麒麟麦酒株式会社から酒類事業すべてを会社分割によって（旧）キリンホールディングスへ継承し、純粋持株会社となった（旧）麒麟麦酒株式会社は（新）キリンホールディングス株式会社に、（旧）キリンホールディングス株式会社は（新）麒麟麦酒株式会社にそれぞれ商号変更して持株会社制に移行し、2006年10月に株式交換によって完全子会社化したキリンビバレッジ株式会社や同年12月に子会社化したメルシャン株式会社とともに、キリンホールディングスにおける飲料事業の中枢を担っている。
2012年8月にキリンホールディングス株式会社が、今後の国内綜合飲料事業をさらに進めるべく、中間持株会社として「キリン株式会社」を設立し、グループ内の飲料事業を担う3社（麒麟麦酒株式会社・キリンビバレッジ株式会社・メルシャン株式会社）を当社に移管する組織再編を行うことを発表。2013年1月に、持株会社制移行時に（旧）麒麟麦酒株式会社から間接部門を継承して事業を開始したキリングループオフィス株式会社（旧・キリンビジネスエキスパート株式会社）に当社並びに飲料事業子会社3社からそれぞれ吸収分割によって国内綜合飲料事業の管理機能及び専門サービス提供機能に係る事業と酒類・飲料事業の企画・広報等のコーポレート機能及び研究開発機能に係る事業を継承し、事業内容を変更して同社は「キリン株式会社」に商号変更し、併せて、キリンホールディングス株式会社から飲料事業子会社3社の全株式を継承してグループ内における国内飲料事業を集約した。
同年11月14日に当社のコーポレートサイトおよびキリンビバレッジ株式会社・メルシャン株式会社の各ウェブサイトを麒麟麦酒株式会社のウェブサイトに統合して当社のウェブサイトとして集約された。
2019年7月1日に親会社のキリンホールディングス株式会社に吸収合併され、解散。また、当社子会社であった麒麟麦酒株式会社、キリンビバレッジ株式会社、メルシャン株式会社の3社はキリンホールディングスの直接子会社となった。

## 沿革
本稿では便宜上、前身会社である（旧）キリンビジネスエキスパート株式会社及びキリングループオフィス株式会社も合わせて述べる。
- 1980年（昭和55年）8月14日 - （旧）キリンビジネスエキスパート株式会社設立[4]。
- 2007年（平成19年）7月1日 - （旧）麒麟麦酒株式会社（現・キリンホールディングス株式会社）から人事・経理・総務・調達の間接業務にかかるサポート事業を継承し、事業を開始[4]。
- 2011年（平成23年）1月1日 - 分割再編に伴い、標準提携サービスおよび専門サービス機能を（新）キリンビジネスエキスパート株式会社に継承し、当社は機能戦略立案/推進及びグループコーポレート機能を担う機能子会社として、キリングループオフィス株式会社に商号変更[5]。
- 2013年（平成25年）
  - 1月1日 - キリンホールディングス株式会社から国内綜合飲料事業の管理機能及び専門サービス提供機能に係る事業並び同社傘下の飲料事業子会社3社（麒麟麦酒株式会社・キリンビバレッジ株式会社・メルシャン株式会社）の全株式を当社に継承。当社は事業内容の変更を行った上で、商号をキリン株式会社に変更[6]。
  - 11月14日 - 当社のコーポレートサイトおよびキリンビバレッジ株式会社とメルシャン株式会社のウェブサイトを麒麟麦酒株式会社のウェブサイトに統合し、当社の新たなウェブサイトとして集約。
- 2019年（平成31年・令和元年）
  - 2月14日 - グループ共通のコーポレートスローガン「よろこびがつなぐ世界へ」が制定され、コーポレートロゴも麒麟のイラストを追加した新ロゴに変更される[7]。
  - 7月1日 - 親会社のキリンホールディングスに吸収合併され、解散[3]。

## 主要子会社
※麒麟麦酒・メルシャン・キリンビバレッジの各子会社は詳細記事を対象。
- 麒麟麦酒株式会社 - 酒類の製造
- メルシャン株式会社 - ワインを中心とした種類の製造・販売
- キリンビバレッジ株式会社 - 清涼飲料の製造・販売
- キリンシティ株式会社 - 飲食店の経営とチェーン展開
- キリンアンドコミュニケーションズ株式会社 - 工場やテーマパーク内施設における運営
- キリンエンジニアリング株式会社 - プラントエンジニアリング事業
- キリンテクノシステム株式会社 - システム開発・製造・販売